# Escola Municipal Burdwan
Burdwan Municipal High School, localizada no centro de Burdwan, uma cidade de 95 Km a noroeste de Calcutá, é uma das escolas para meninos mais velhas da Índia . A escola foi fundada em 1883 pela Autoridade Municipal de Bardhaman.

## História
Em 1855, Maharshi Debendranath Tagore, junto com Adi Brahmo Samaj, fundaram a Brahmo Samaj Boys 'School (mais tarde renomeada Burdwan English School). Bhagaban Chandra Basu, até então vice-magistrado de Burdwan e pai de Sir Jagadish Chandra Bose, foi um de seus fundadores. Após a morte de Mahatab Chandra, o movimento Brahma em Burdwan se tornou fraco por falta de patrocínio e a escola ficou em apuros financeiros. O município de Burdwan assumiu a escola e a Escola Secundária Municipal de Burdwan reiniciou sua jornada em 1883.

## Currículo
Esta escola é uma escola secundária superior (da 1ª à 12ª classe).
O currículo segue o Conselho de Educação Secundária de West Bengal (até a classe 10) e o Conselho de Educação Secundária Superior de Bengala Ocidental (Classes 11 e 12).
O currículo comum é seguido até a 10ª classe. Nas classes 11 e 12, existem 3 fluxos: Ciência, Comércio e Artes.